# Сикеница (река)
Сикеница (словац. Sikenica) — река в Словакии, протекает по Банска-Бистрицкому и Нитранскому краям. Левый приток Грона. Длина реки — 46,70 км, площадь водосборного бассейна — 293,225 км². Код — 4-23-05-158.
Берёт начало в лесном массиве в горах Штьявницке-Врхи на высоте около 660 м над уровнем моря.

## Притоки
По порядку от устья:
- Stará Podlužianka (пр)
- Čankovský potok (лв)
- Surdok (пр)
- Devičiansky potok (пр)
- Žemberovský potok (лв)
- Jabloňovka (лв)
- Myšpotok (пр)
- Pukanský potok (пр)
- Majerský potok (пр)
- Btokovský potok (пр)
- Roháč (лв)
- Štampoch (пр)[3]